# Гуроны

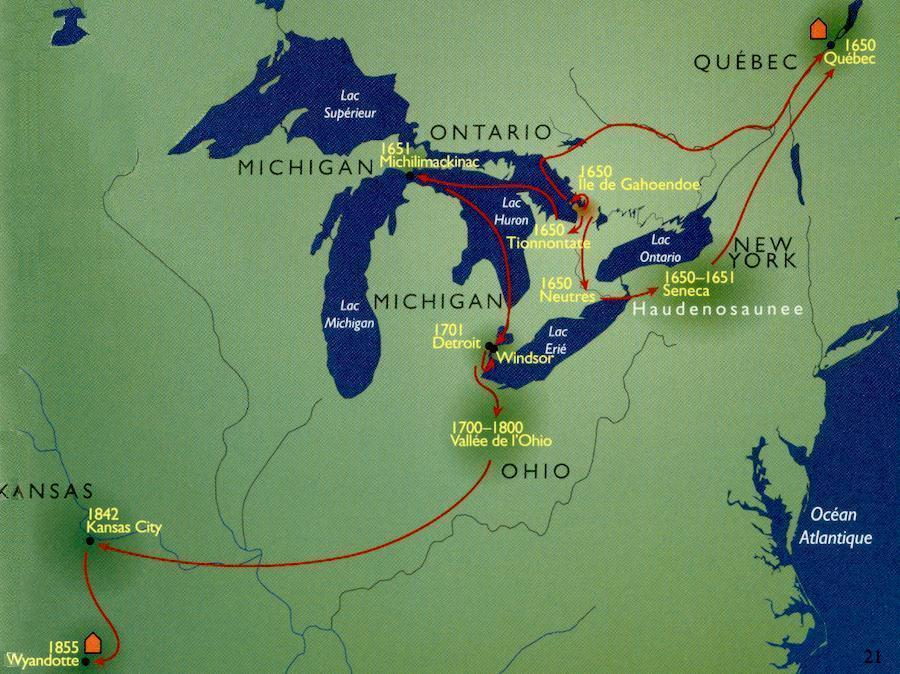
Миграция гуронов

Гуро́ны, виандо́ты (самоназвание — вендат (wendat)) — некогда могущественное индейское племя в Северной Америке. Гуронский язык (ныне мёртвый) принадлежал к большой ирокезской семье языков.

## География
Земли гуронов были известны как Гурония (Huronia) и располагались на юго-востоке современной канадской провинции Онтарио, занимая восточный берег озера Гурон, северный берег озёр Онтарио и Эри, низовья реки святого Лаврентия вплоть до Монреаля. Сами гуроны называли свою родину Вендаке.
После разделения гуронов в 1650 году одна группа перебралась в Лоретт (к северу от города Квебек), где и остаётся с тех пор. Оставшиеся гуроны, объединённые с тиононтати, эри и нейтралами, провели следующие 50 лет скитаясь в качестве беженцев по Висконсину, Миннесоте и Верхнему Мичигану. К 1701 году они переселились в долину Огайо между современным Детройтом и Кливлендом, где стали известны как вайандоты. Они оставались там, пока не были депортированы в Канзас в 1840-х годах. В 1867 году, после Гражданской войны в США, часть вайандотов была перемещена со Среднего Запада на Индейскую территорию.

## История
Известно, что до европейского вторжения численность гуронов доходила до 120 000 человек. Имя «гуроны» дали им французы по их всклокоченным (hure) волосам.
Гуроны занимали в XVII веке всю территорию к северу от до залива Джорджиан-Бей, от восточного берега озера Гурон до озера Симко.
Гуроны составляли союз пяти племён. Среди них с успехом вели миссионерскую работу францисканцы, а с 1632 года — иезуиты.

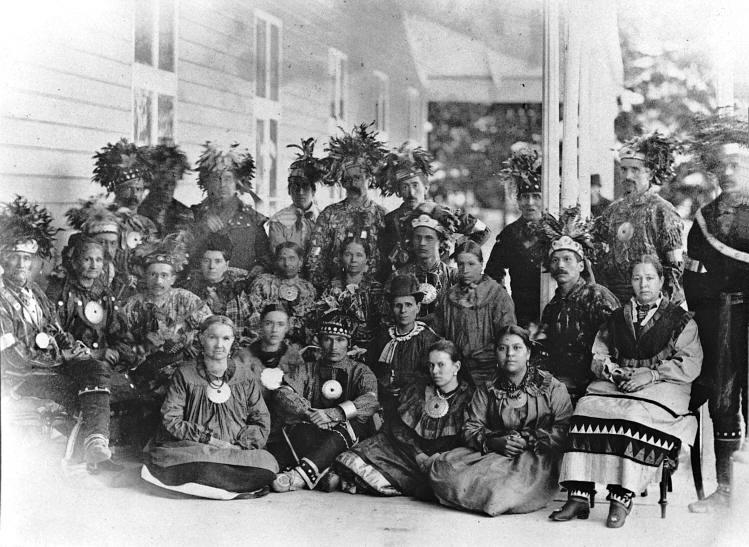
Группа гуронов в Квебеке, 1880 год

С начала XVII века занимались пушным промыслом, став посредниками между алгонкинами и французскими скупщиками пушнины. В 1636—40-х годах страшная эпидемия оспы опустошила селения гуронов. Эпидемии уменьшили численность гуронов до 37 тысяч человек, а набеги враждебных племён в середине XVII века уничтожили конфедерацию гуронов, которые решили покинуть свою исконную территорию.
В 1650 году ирокезы окончательно разгромили гуронов. Одна часть их была отведена иезуитами в окрестности Квебека, где они сохранились (резервация Вендаке), не смешавшись с остальным населением. Заключили с британской короной договор о сотрудничестве. В 1881 году их насчитывали 2800 человек.
Лореттские гуроны долго сохраняли свой традиционный уклад: они жили в длинных домах, в основном занимались земледелием, а некоторые разводили коров. Развивалось производство различных кожаных изделий на продажу. До конца XIX века у гуронов сохранялась сезонная охота, а земледелие постепенно вытеснено ремеслом или работой в промышленности.

## Культура

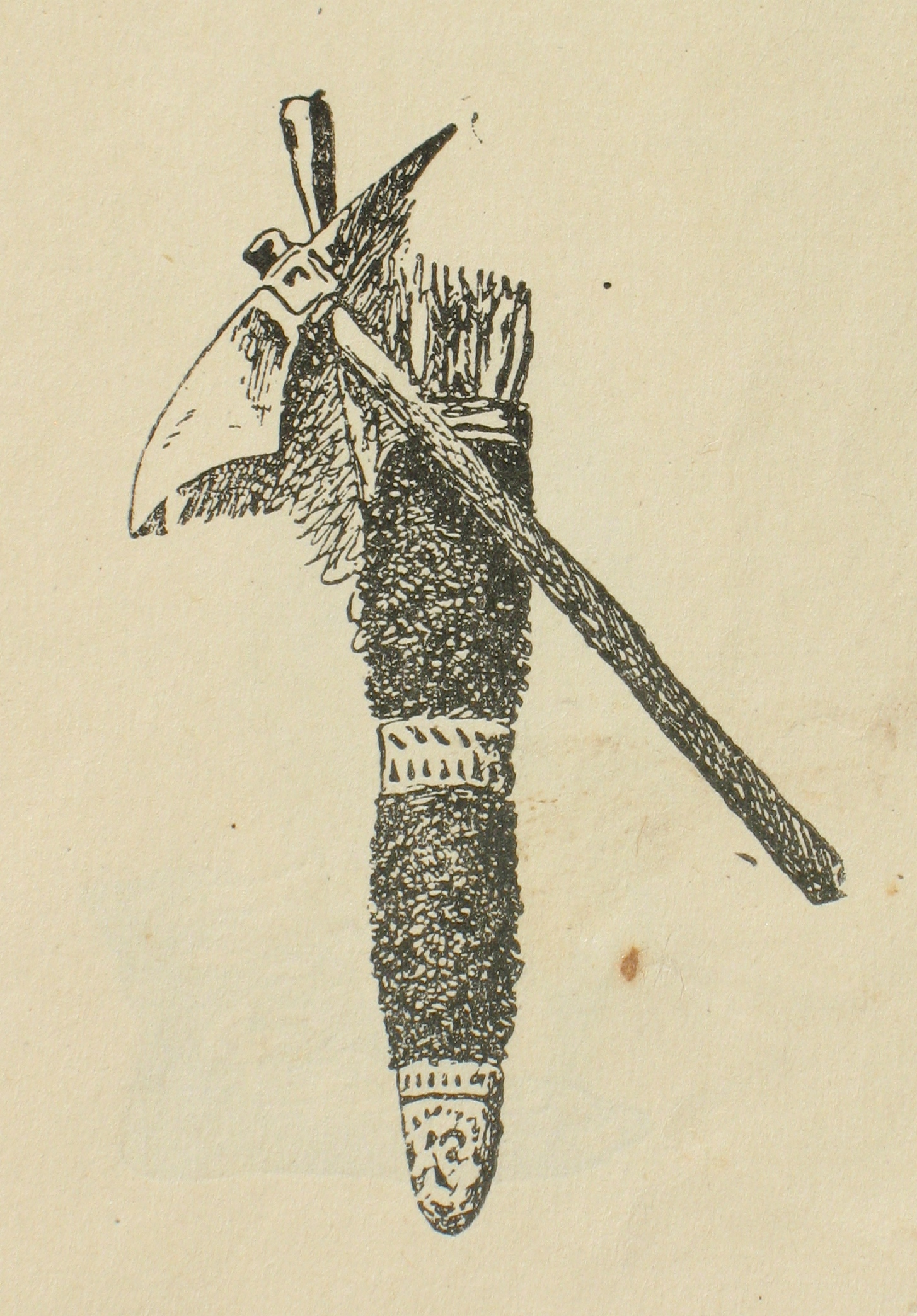
Томагавк и колчан гуронов. Рисунок Ф. С. Ремингтона

### Хозяйство
Традиционная культура гуронов типична для индейцев северо-востока Северной Америки. Основными занятиями было ручное подсечно-огневое земледелие (кукуруза, тыква, бобы, табак) и рыболовство. Гуроны добывали осетра, щуку, форель, черепах и моллюсков. Основным источником мяса для гуронов была домашняя собака. Они активно участвовали в торговле между племенами, но внутренний товарообмен у них отсутствовал.

### Жилища
Гуроны жили в довольно больших, зачастую укреплённых, селениях, некоторые из которых насчитывали до 6000—10000 жителей. Укрепления представляли собой капитальные деревянные стены высотой от 5 до 12 метров, снабжённые вышками и боевыми галереями. Само селение составляли так называемые «длинные дома», весьма солидные строения длиной до 50—60 метров, шириной около 12 и высотой до 8 метров. Конструкция домов была типичной для северного Вудленда — каркас из брёвен покрытый полотнищами коры вяза, ясеня или хвойных деревьев. Крыша была образована изогнутыми балками, придававшими дому полуцилиндрическую, трубообразную форму.
По оси дома размещался свободный проход, а по сторонам были отгорожены отдельные комнаты, со спальными нарами. Комнату занимала одна семья. На каждые две комнаты приходился один общий очаг. Самые большие дома имели до двадцати комнат, но имелись и более скромные постройки на 6—10 семей. Внутри домов располагались сделанные из коры короба для хранения зерна и запас сухих дров.
Дома в посёлке располагались ровными рядами, и были разделены широкими улицами, что служило дополнительной защитой от пожаров. В каждом селении был как минимум один дом совета, имевший большие размеры чем остальные.

### Религиозные представления
Традиционная религия гуронов — анимизм и вера в духов, шаманизм. Главным праздником было поминовение умерших, проводимое один раз в 8—12 лет, частью праздника было перезахоронение останков в общей могиле.

## Вайандоты
Большая часть выживших гуронов, известная под именем вайандотов, слилась с родственным племенем тиононтати в районе Форт-Детройта и переместилась на берега Огайо. Они поддержали Восстание Понтиака, а во время войны за независимость США сражались на стороне британцев. В 1832 году в количестве 687 человек вайандоты переселились в Канзас, где в 1855 году получили гражданские права.
На данный момент в США и Канаде проживает примерно 8800 гуронов.

## В кино
- «Чёрная сутана» (Black Robe) — реж. Брюс Бересфорд (Канада, 1991).
- «Последний из могикан» (The Last of the Mohicans) — реж. Майкл Манн (США, 1992).